# Ferroclub Argentino

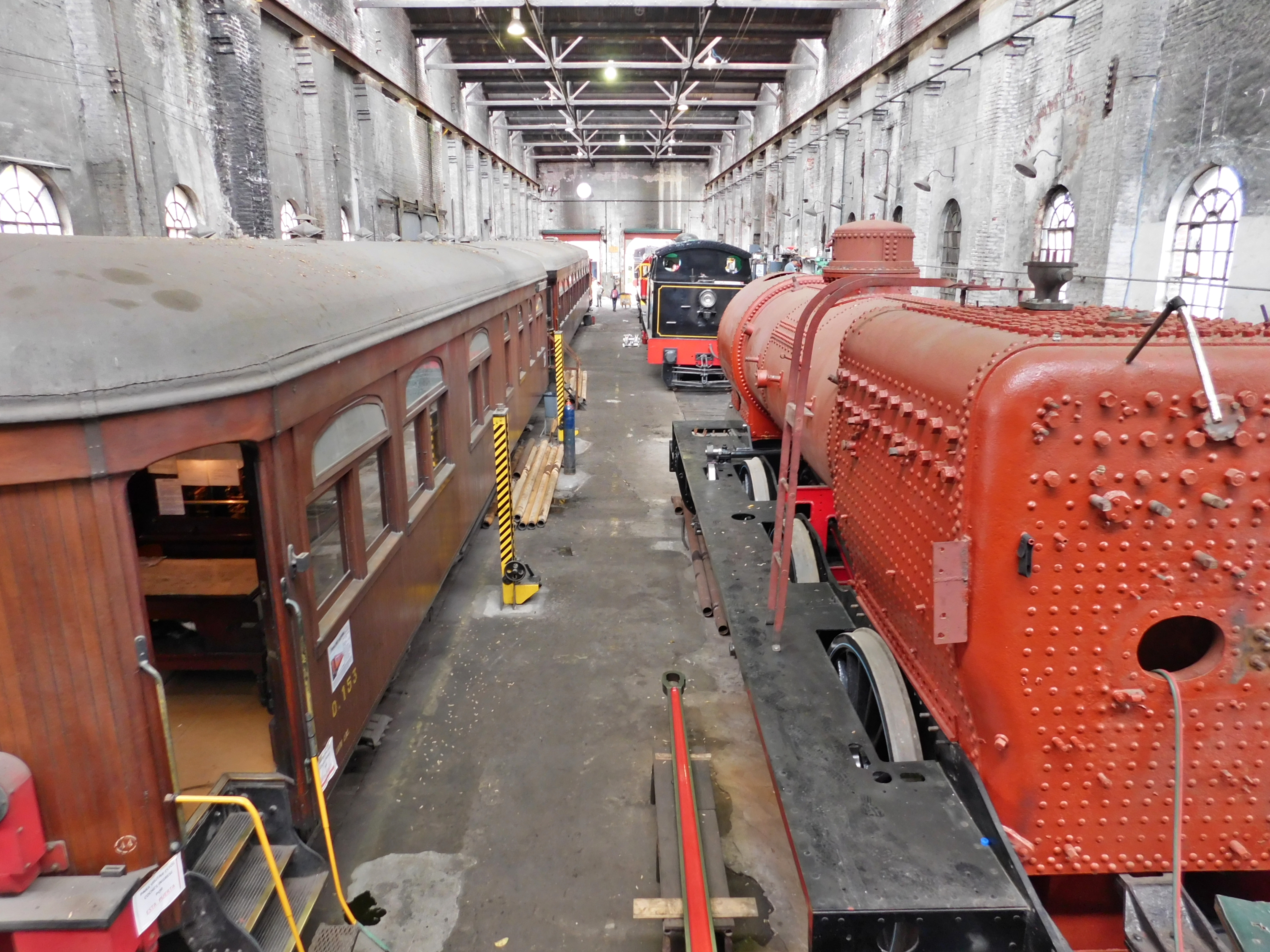
Vista de unos de los galpones del Ferroclub Argentino correspondiente al Centro de Preservación Remedios de Escalada

El Ferroclub Argentino es una Asociación Civil sin fines de lucro fundada en agosto de 1972, que nuclea a todos aquellos que tienen en común la pasión por el ferrocarril, unida a la inquietud por la tradición ferroviaria argentina. En acción conjunta con el Museo Nacional Ferroviario, Ferroclub Argentino preserva y restaura en sus Centros de Preservación, los exponentes del rico patrimonio histórico, labor que se desarrolla sin subsidios ni aportes oficiales, contando solo con donaciones particulares y la participación activa de sus miembros.

## Historia
La Institución fue fundada el 30 de agosto de 1972 por quienes fueron sus primeros diez socios. En esos tiempos se realizaban reuniones los días viernes a la noche y los sábados se dedicaban a visitar lugares de interés ferroviario, para tomar fotografías, disfrutar el hobby y recabar información para la revista, cuyo primer número vio la luz el 20 de julio de 1973. 
A raíz de haber pedido una locomotora en custodia y recibirla informalmente se realiza una Asamblea de socios el 4 de noviembre de 1982 donde se resuelve su constitución legal, se reformulan y amplían sus objetivos. 
En marzo de 1983, el Ferroclub Argentino recibe formalmente en custodia la locomotora Nº11 "Yatay" de trocha media y con ella un sector de vías del depósito de locomotoras de Coronel Francisco Lynch del Ferrocarril General Urquiza, donde los socios se reunían todos los sábados para restaurarla. 
En agosto de 1985 la Institución fue autorizada por la Inspección General de Justicia a funcionar con carácter de persona jurídica por resolución IGJ N.º 421/85 con Personería Jurídica N.º C-8900.
El material rodante fue aumentando paulatinamente junto con la cantidad de socios y el espacio vital en Lynch hasta que en el año 1987 se recibe en donación por parte de la Armada Argentina la locomotora 3826 (ex 3815) de trocha ancha y con ella un lugar donde preservarla en los talleres Remedios de Escalada del Ferrocarril General Roca donde hoy funciona el CDP Escalada. 
En agosto de 1996 una decena de socios residentes de la ciudad de La Plata y alrededores, consigue un lugar en los Talleres Tolosa donde se encontraba la locomotora 3178 de trocha ancha convirtiéndose en el puntapié inicial para la creación de ese CDP. 

## Centros de preservación
Se denominan centros de preservación (CDP) a cada una de las sedes del Ferroclub Argentino, donde sus socios toman parte activa en la preservación del material rodante.

### CDP Coronel Lynch
El actual predio que ocupa el CDP Lynch posee una superficie aproximada de 7 ha con un tendido de vías con 410 m de ellas cubiertas. Originalmente perteneció al galpón de locomotoras del Ferrocarril Nacional Gral Urquiza y parte de la playa de Cargas Cnel. Lynch. Dentro de las instalaciones se pueden citar una cochera con ocho vías, mesa giratoria, tanques y manga para carga rápida de agua en locomotoras, grúa portante para la carga de leña, talleres para la reparación ligera de unidades.
Fuera del predio citado y en inmediaciones de la estación se encuentran las ex dependencias de la Policía Ferroviaria que hoy ofician de museo, sala de exposiciones de elementos menores y sala de ferromodelismo.
En el CDP Lynch se encuentra la locomotora Neilson n°11 "Yatay", locomotora insignia de la institución.

### CDP Escalada

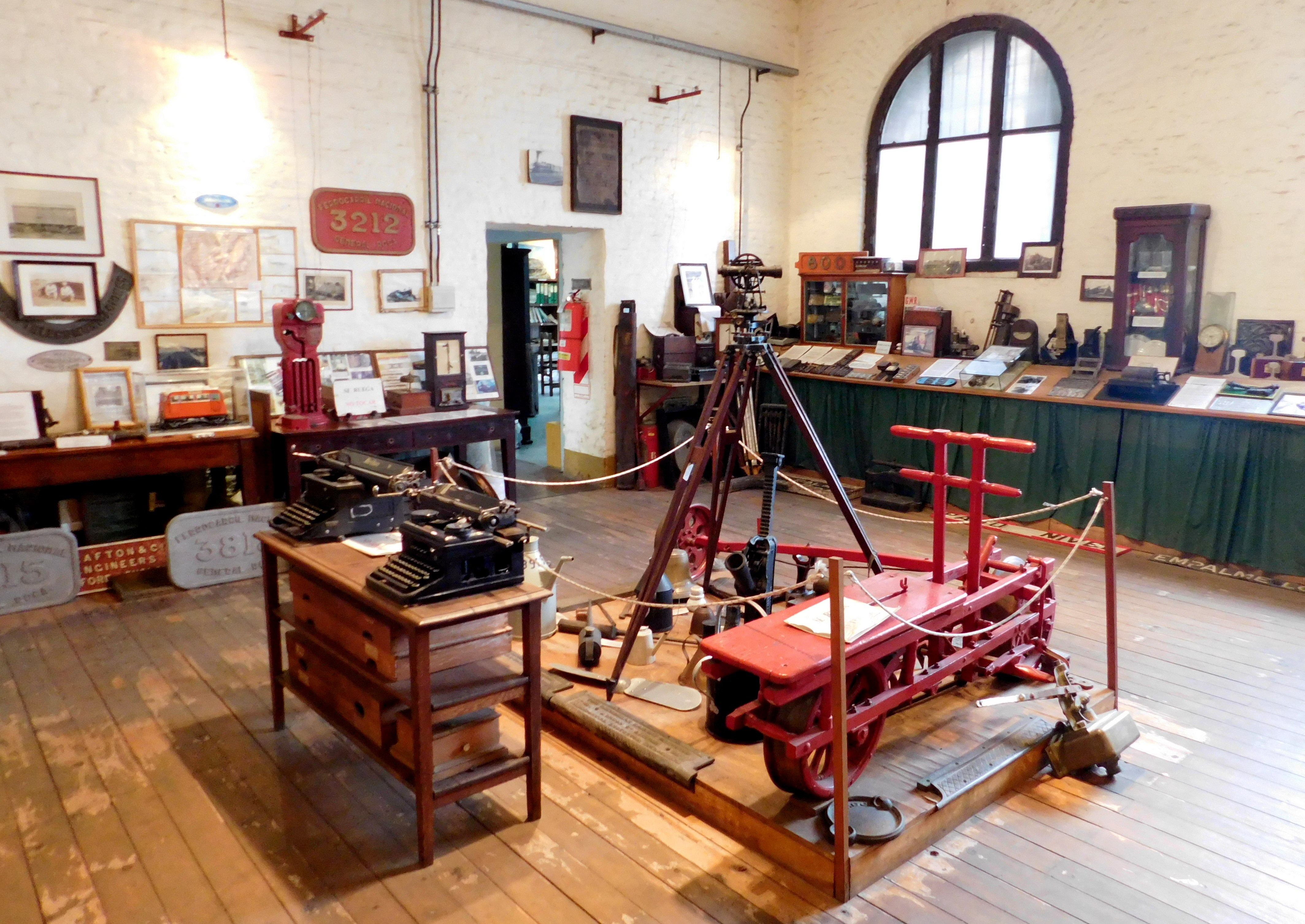
Objetos en exposición en el CDP Escalada.

El predio que posee el CDP Escalada tiene una superficie de 3 ha y forma parte de los Talleres del Ferrocarril General Roca. Como instalaciones se pueden citar: la nave principal (ex Secc. 43) que posee un puente grúa para carga de 6 t; Biblioteca y museo de objetos pequeños; Cochera sur; Galpón de usos múltiples (GUM) con puente grúa de 3 tns; el Ferrocarril de trocha 26 cm (10-1/4") con una extensión de 300 m y dos estaciones; coche restaurante que oficia de Cafetería; coche maqueta con una tendido en escala H0. Las vías principales tienen una extensión de 1470 m, de los que 390 m se encuentran cubiertos.

### CDP Tolosa
El 50% de la superficie que ocupa el CDP es cubierta. El edificio que oficia de taller perteneció al complejo de Talleres Tolosa construido por el entonces Ferrocarril Oeste de la Provincia de Buenos Aires. En ese predio opera el Museo Ferroviario.

## Consolidación
El Ferroclub posee en custodia alrededor de 160 unidades y ha recibido la suscripción que supera los 1400 socios de los cuales hoy revisten en actividad alrededor de 300 socios.